# Jezioro Lubosińskie Duże
Jezioro Lubosińskie Duże – jezioro w Polsce, położone w województwie wielkopolskim, w powiecie szamotulskim, w gminie Pniewy. W wielu publikacjach traktowane razem z położonym na południe Jeziorem Lubosińskim Małym jako Jezioro Lubosińskie.

## Położenie i opis
Jezioro Lubosińskie Duże położone jest w południowej części powiatu szamotulskiego, w mezoregionie Pojezierze Poznańskie. Jezioro otoczone jest gruntami rolnymi. Linia brzegowa jest urozmaicona, a brzegi porośnięte wąskim pasem drzew. Dno akwenu jest zróżnicowane, wyróżnić można pięć głęboczków. Nad jeziorem położona jest wieś Lubosina, a nad jego południową częścią, często traktowaną jako osobne jezioro, wieś Przystanki. Przez jezioro przepływa z północy na południe Kanał Lubosiński.

## Hydronimia
Jezioro pojawia się w źródłach już w 1435 roku – początkowo jako Lyewoschyna, a następnie: Lubosiner See (1907), Jez. Lubosińskie (1963). Obecnie państwowy rejestr nazw geograficznych jako nazwę zestandaryzowaną jeziora podaje Jezioro Lubosińskie, dodając w uwagach, że zbiornik składa się z dwóch części: Jeziora Lubosińskiego Dużego i Lubosińskiego Małego. Sytuacja ta ma związek z zanikiem naturalnego połączenia pomiędzy północną a południową częścią akwenu.

## Morfometria
Według danych Instytutu Rybactwa Śródlądowego powierzchnia zwierciadła wody jeziora wynosi 50,7 ha. Średnia głębokość zbiornika wodnego to 2,4 m, a maksymalna – 6,5 m. Lustro wody znajduje się na wysokości 93,9 m n.p.m. Objętość jeziora wynosi 1214,6 tys. m³. Natomiast A. Choiński określił poprzez planimetrowanie na mapach 1:50 000 wielkość jeziora na 47,5 ha. Jeziorna jednolita część wód powierzchniowych ma powierzchnię 50 ha.
Według Atlasu jezior Polski (red. J. Jańczak, 1996), który jeziora Lubosińskie Duże i Małe traktuje jak jeden akwen, jego wielkość wynosi 93,9 ha, średnia głębokość to 2,8 m, a maksymalna – 6,5 m. Objętość jeziora wynosi 2099,6 tys. m³. Maksymalna długość jeziora to 2045 m, a szerokość 520 m. Długość linii brzegowej wynosi 6425 m.

## Zagospodarowanie
W systemie gospodarki wodnej jezioro tworzy jednolitą część wód o kodzie PLLW10257. Administratorem wód jeziora jest Regionalny Zarząd Gospodarki Wodnej w Poznaniu (Zarząd Zlewni Poznań, Nadzór Wodny Szamotuły). Utworzył on obwód rybacki, który obejmuje między innymi wody jezior Bytyńskiego, Buszewskiego, Lubosińskiego (Lubosina) Małego wraz z wodami Kanału Lubosińskiego od miejsca jego wypływu z Jeziora Buszewskiego do ujścia do rzeki Sama (Obwód rybacki Jeziora Bytyńskie na Kanale Lubosińskim – Nr 1). Gospodarkę rybacką na jeziorze prowadzi Gospodarstwo Rybackie Lutom. Ze względu na typologię rybacką jest to zbiornik typu linowo-szczupakowego.

## Czystość i ochrona środowiska
W oparciu o badania przeprowadzone w 2000 roku wody jeziora określono jako poza klasowe (n.o.n.). Głównym powodem zanieczyszczenia jeziora jak wskazali inspektorzy była ferma trzody chlewnej zlokalizowana we wsi Lubosina, dokonująca nielegalnych zrzutów ścieków oraz nawożenie pobliskich pól gnojowicą. Jezioro ma bardzo słabe cechy naturalne wpływające na odporność przed degradacją, należą do nich niska głębokość średnia, brak stratyfikacji wód, stosunkowo długa linia brzegowa w porównaniu do niewielkiej objętości jeziora. W 2000 roku akwen był bardzo zanieczyszczony, wszystkie wskaźniki fizyko-chemiczne okazały się poza klasowe. Znaczne ilości fitoplanktonu i jego niewielka różnorodność gatunkowa, a także zakwity w okresie letnim sinic, sprawiają że jezioro charakteryzuje się wysokim poziomem trofii, na granicy jeziora politroficznego.
Badania z 2021 roku zaliczyły wody jeziora do wód o złym stanie ekologicznym, co odpowiada V klasie jakości. Wskaźnikiem, który zadecydował o piątej klasie, był stan fitoplanktonu. Przezroczystość wód w 2021 roku wynosiła około 1 m.
Jezioro nie jest objęte żadną formą ochrony przyrody.